# Свети Никола (Букойчани)
Вижте пояснителната страница за други значения на Свети Никола.
„Свети Никола“ (на македонска литературна норма: „Свети Никола“) е църква в кичевското село Букойчани, Северна Македония. Църквата е част от Дебърско-Кичевската епархия на Македонската православна църква – Охридска архиепископия.
Църквата е гробищен храм. Изградена е в 1970-те години на темели от стара църква, градена в 1882 година, а след това разрушена. Фреските са дело на зографа Кузман Фръчкоски от Галичник, рисувани в периода от 1976 – 1978 година.